# КК ЕСБ Вилнев д’Аск
ЕСБ Вилнев д’Аск (фр. ESB Villeneuve-d'Ascq) је француски кошаркашки клуб из Вилнев д’Аска. Од сезони 2000/01. такмичи се у Про А женски лиги Француске.
Клуб је основан 1988.

## Познатији играчи
- Џенифер Дигбе
- Емили Гомис
- Невена Јовановић

## Познатији тренери
- Љубица Дрљача